# Stadsmuseum Hof van Hessen
Het Stadsmuseum Hof van Hessen is een museum in het Gelderse Huissen dat aandacht geeft aan het historische Huissense erfgoed. Het is sinds 1995 gevestigd in het pand Hof van Hessen.

## Het pand
Het pand, gebouwd in 1647, was van oudsher een woonhuis. In 1965 kochten de Zusters Penitenten van de Eenheid het pand, die het gebruikten als gastenverblijf en woning van de rector van hun Klooster Nazareth. In 1987 werd het pand eigendom van de gemeente. De gemeente stelde het pand in 1991 ter beschikking aan de Historische Kring Huessen, die het van 1992 tot 1995 gerestaureerd heeft.

## Het museum
De Historische Kring Huessen is een in 1975 opgerichte historische vereniging met thans ruim 1000 leden. Vanaf het begin streefde de kring naar de heroprichting van een oudheidskamer. Na de restauratie werd het pand het onderkomen van de kring. Naast de bibliotheek en werkruimten van de secties van de kring (archeologie, bronneninventarisatie, beeld en geluid en genealogie) is in het pand het stadsmuseum gehuisvest.

In het museum bevindt zich een permanente expositie die een chronologische doorsnee geeft van de geschiedenis van Huissen in voorwerpen, zoals archeologische vondsten, en geschreven archiefstukken. Daarnaast zijn er regelmatig wisseltentoonstellingen over uiteenlopende thema's. Het museum heeft een kleine museumwinkel.